# Atlantic Crossing
Atlantic Crossing è il sesto album di Rod Stewart, pubblicato nel 1975 dalla Warner Bros.
È stato ristampato nel 2009 come doppio CD con 15 bonus track.

## Tracce
1. Three Time Loser – 4:03 – Rod Stewart
2. Alright for an Hour – 4:17 – R.Stewart, Jesse Ed Davis
3. All In The Name Of Rock & Roll – 5:02 – R.Stewart
4. Drift Away – 3:43 – Mentor Williams
5. Stone Cold Sober – 4:12 – R.Stewart, Steve Cropper
6. I Don't Want to Talk About It – 4:47 – Danny Whitten
7. It's Not the Spotlight – 4:21 – Barry Goldberg, Gerry Goffin
8. This Old Heart of Mine – 4:04 – Holland-Dozier-Holland, Sylvia Moy
9. Still Love You – 5:08 – R.Stewart
10. Sailing – 4:37 – Gavin Sutherland

Bonus track ristampa 2009
1. Skye Boat Song – 4:13
2. To Love Somebody (feat. Booker T. & the M.G.'s) – 4:12
3. Holy Cow (feat. Booker T. & The MG's) – 3:16
4. Return to Sender (feat. Booker T. & The MG's) – 3:42
5. Three Time Loser (Alternate Version) – 4:40
6. Alright for an Hour (Alternate Version) – 4:36
7. All in the Name of Rock 'N' Roll (Alternate Version) – 5:00
8. Drift Away (Alternate Version) – 3:58
9. Too Much Noise – 3:24 – prima versione di Stone Cold Sober
10. I Don't Want to Talk About It (Alternate Version) – 4:56
11. It's Not the Spotlight (Alternate Version) – 4:27
12. This Old Heart of Mine (feat. Booker T. & The MG's) (Alternate Version) – 3:54
13. Still Love You (Alternate Version) – 4:57
14. Sailing (Alternate Version) – 4:39
15. Skye Boat Song (Alternate Version) – 4:20

## Musicisti
- Rod Stewart - voce
- Pete Carr - chitarra
- Jesse Ed Davis - chitarra
- Steve Cropper - chitarra
- Fred Tackett - chitarra
- Jimmy Johnson - chitarra
- Barry Beckett - tastiere
- Albhy Galuten - tastiere
- Donald Dunn - basso
- Leland Sklar - basso
- Bob Glaub - basso
- David Hood - basso
- Al Jackson Jr. - batteria
- Roger Hawkins - batteria
- Nigel Olsson - batteria
- Willie Correa - batteria
- The Memphis Horns - tromba, trombone, sassofono
- David Lindley - mandolino, violino

## Classifiche

### Classifiche settimanali
| Classifica (1975/76) | Posizione massima |
| -------------------- | ----------------- |
| Australia            | 1                 |
| Canada               | 21                |
| Francia              | 2                 |
| Germania             | 11                |
| Italia               | 23                |
| Norvegia             | 1                 |
| Nuova Zelanda        | 2                 |
| Paesi Bassi          | 2                 |
| Regno Unito          | 1                 |
| Stati Uniti          | 9                 |
| Svezia               | 5                 |

### Classifiche di fine anno
| Classifica (1975) | Posizione |
| ----------------- | --------- |
| Australia         | 11        |
| Nuova Zelanda     | 2         |
| Paesi Bassi       | 15        |
| Regno Unito       | 3         |
| Classifica (1976) | Posizione |
| Australia         | 17        |
| Germania          | 39        |
| Nuova Zelanda     | 12        |
| Regno Unito       | 22        |
| Classifica (1977) | Posizione |
| Nuova Zelanda     | 6         |
| Classifica (1978) | Posizione |
| Nuova Zelanda     | 30        |